# Wijngaard Wageningse Berg
Wijngaard Wagenings Wijngoed op de Wageningse Berg is de eerste biologische wijngaard in Nederland, te Wageningen.

## Geschiedenis
De wijngaard is in 1998 opgericht door Jan Oude Voshaar. Tussen 1991 en 1997 was hij een hobby-wijnbouwer die in de Wageningse volkstuinen experimenteerde met biologische wijnbouw. Voshaar, van oorsprong wiskundige, werkte als onderzoeker bij de Dienst landbouwkundig onderzoek (DLO). Hij besloot een commerciële wijngaard te beginnen op landgoed De Dorschkamp, op een proefveld van de universiteit. Bij de eerste aanplant in zijn wijngaard in 1998 werden op een hectare 3500 stokken aangeplant, met behulp van circa 70 vrijwilligers. De toegepaste druivenrassen waren de Regent en de Bianca-druif.  In het voorjaar van 2000 werd de wijngaard uitgebreid en kon men 3000 stokken bijplaatsen.
Doordat een druivenplant in het begin niet volledig belast kan worden, was de oogst in de eerste jaren nog beperkt tot 1200 tot 1.500 liter wijn. Sinds 2004 rekent de wijngaard met een oogst van circa 6000 liter wijn per jaar. Daarvan is 1000 liter wit, bijna 1000 liter rosé en ruim 4000 liter bestaat uit rode wijn.

Op 11 december 2004 opende de wijngaard een eigen wijnkelder waar, naast de eigen wijn, ook de wijn van andere wijngaarden gebotteld kon worden. 
In 2011 verkocht de oprichter de wijngaard aan Triple E te Arnhem. Oude Voshaar bleef werkzaam in de gaard als teler en wijnmaker, en zou tevens een nieuwe wijnboer gaan opleiden. In 2014 ging Triple E echter failliet. De wijngaard maakte in 2015 een doorstart en kreeg de naam Wagenings Wijngoed.  

## Biologische teelt
De wijngaard op de Wageningse Berg is een biologische wijngaard. Om dat predicaat te krijgen en te behouden is het noodzakelijk dat de wijngaard afziet van het gebruik van kunstmest en chemische bestrijdingsmiddelen die in de wijnbouw veel toegepast worden. Door het gebruik van nieuwe, vroegrijpe meeldauw-resistente rassen is het mogelijk om een biologische teeltwijze toe te passen.
Voor de ondersteuning van de druivenplanten worden houten palen gebruikt. In de eerste hectare werd er gebruikgemaakt van onbehandeld kastanjehout, in de tweede hectare werd gekozen voor milieuvriendelijk verduurzaamd hout.
De ondergroei bestaat uit gras, klavers en verschillende soorten bloemen. Dit is een wezenlijk onderdeel van de biologische wijnbouw. De klaver bindt stikstof in de bodem, zodat er geen kunstmest gebruikt hoeft te worden. De bloemen in de ondergroei trekken nuttige insecten aan die voor de druiven schadelijke insecten te lijf gaan.
De bewerkingen in de wijngaard worden uitgevoerd met een lichte smalspoortrekker, waarmee onder natte omstandigheden niet gereden wordt om bodemverdichting te vermijden. Voorjaarsvorst wordt bestreden met behulp van een beregeningsinstallatie. In september en oktober moet de oogst beschermd worden tegen vogels. Dat gebeurt door middel van apparatuur die geluiden van roofvogels en angstkreten van onder meer spreeuwen en merels laat horen.

## Prijzen
Nationale Wijnkeuring door het Wijninstituut Nederland:
- 2006: zilveren medaille uitgereikt aan de barrique;
- 2007: zilveren medaille uitgereikt aan de merzling;
- 2008: bronzen medaille voor de barrique en de fruitig.
- 2014: zilveren medaille uitgereikt aan de johanniter/merzling van 2013;
- 2014: bronzen medaille uitgereikt aan de merzling/johanniter van 2013;
- 2014: bronzen medaille uitgereikt aan de regent barrique van 2011;

Internationale wijnkeuring door MUNDUSvini:
- 2008: 86 punten toegekend aan de barrique.